# Stupeur et Tremblements
Pour l’article homonyme, voir Stupeur et Tremblements pour le film.
Stupeur et Tremblements est le septième roman d’Amélie Nothomb, publié en 1999 chez Albin Michel.
Il est récompensé par le grand prix du roman de l'Académie française en 1999 ex æquo avec Anielka de François Taillandier.

## Résumé
Amélie, originaire de la Belgique qui a vécu sa petite enfance au Japon, a toujours admiré le raffinement et l’art de vivre du pays. À l’âge adulte, elle y retourne en tant qu'employée de bureau.
La jeune femme se heurte à un système rigide auquel elle a du mal à s’adapter et enchaîne les erreurs. Sous les ordres de la belle mademoiselle Fubuki Mori, elle-même sous les ordres de Monsieur Saito qui, lui, est sous les ordres de monsieur Omochi, lui-même aux ordres de monsieur Haneda, la jeune « Amélie-san » est aux ordres de tout le monde.
C’est l’histoire d’une déchéance cruelle et injuste. Elle refuse néanmoins de démissionner pour garder son honneur.

## Commentaires
- Ce roman expose le système japonais du monde du travail, qui consiste à réclamer la perfection des employés, mais également à mettre à l’écart et frapper d’ostracisme, sans toutefois licencier les éléments déviants. Un exemple (sans la maltraitance subie par Amélie) est le madogiwa, « coin de fenêtre », employé pour un salarié jugé inutile qu’on affecte à un bureau isolé, idéalement près d’une fenêtre, et à qui on ne confie plus aucune tâche jusqu’à ce qu’il démissionne ou prenne sa retraite.
- C’est sur le rapport rendu difficile par la profonde différence de mentalité entre Occidentaux et Japonais que l’autrice travaille. Beaucoup reprochent à l’autrice d’avoir dressé là un tableau sans complaisance du Japon et des Japonais, oubliant au passage que ce qui est dépeint dans cet ouvrage n’est qu’un cas particulier et fantasmé[2].
- Explication du titre : le roman précise que le protocole impose, en présence de l’empereur, considéré jusqu’en 1946 comme un dieu vivant, de manifester avec stupeur et tremblements sa révérence.

## Adaptation
- Le livre a fait l’objet d’une adaptation cinématographique par Alain Corneau : Stupeur et Tremblements dans laquelle le personnage d’Amélie Nothomb est joué par la comédienne Sylvie Testud, Fubuki est joué par Kaori Tsuji. La fin de cette adaptation diffère complètement de la fin du livre à l'origine du scénario.
  - Dans le livre, le personnage d'Amélie Nothomb finit par démissionner juste avant la fin de son contrat et elle prévient tous les directeurs dans les règles japonaises. Puis elle revient en Belgique où elle écrit son premier roman qui est un succès et qui fait d'elle une vedette de la littérature tant en Occident qu'en Orient. Elle reçoit et lit ensuite une lettre de Fubuki, sa persécutrice japonaise dans la société qu'elle a finalement quittée, qui est calligraphiée en idéogrammes et qui la félicite de son premier roman en la signant à la fin.
  - Quant à lui, le film se termine sur la réconciliation de Fubuki et d'Amélie au cours d'une scène imaginaire prenant place dans le même jardin qu'au début du film [3].
- Une adaptation au théâtre (donnée en représentation au théâtre le Petit Hébertot) du 26 août au 26 octobre 2014, avec coréalisateurs: le Théâtre de Poche Montparnasse et La Compagnie de Théâtre des Hommes. Dans l'adaptation[4], le personnage principal d'Amélie Nothomb est joué par la comédienne Layla Metssitane.
- L'Office lady, au Japon, est un personnage type représenté dans le roman.